# Schakelgetal

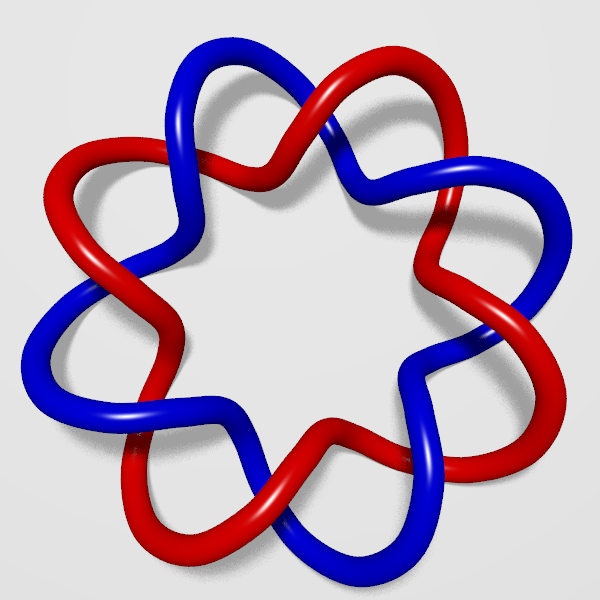
De twee krommen van deze (2,4)-torusschakel heeft schakelgetal 4.

In de knopentheorie, een deelgebied van de topologie, is het schakelgetal een numerieke invariantie die de geschakeldheid van twee gesloten krommen in de drie-dimensionale ruimte beschrijft. Intuïtief geeft het schakelgetal het aantal keren weer dat elke kromme rond de andere draait. Het schakelgetal is altijd een geheel getal, maar kan naargelang de oriëntatie van de twee krommen zowel positief als negatief zijn.

## Definitie
Elke twee gesloten krommen in een ruimte kunnen in precies een van de volgende standaard posities worden overgevoerd. Dit bepaalt het schakelgetal:
| {\displaystyle \cdots } |                 |                 |                |                |                         |
|                         | schakelgetal −2 | schakelgetal −1 | schakelgetal 0 |                |                         |
|                         |                 |                 |                |                | {\displaystyle \cdots } |
|                         |                 | schakelgetal 1  | schakelgetal 2 | schakelgetal 3 |                         |

Elke kromme kan gedurende deze operatie door zichzelf passeren, maar de twee krommen moeten gedurende de gehele operatie gescheiden blijven.

## Berekenen van het schakelgetal

Met zes positieve kruisingen en twee negatieve kruisingen hebben deze krommen schakelgetal 2.

Er bestaat een algoritme om het schakelgetal te berekenen van twee kromme van een schakeldiagram. Label elke kruising als positief of negatief, volgens de onderstaande regel:
Het totale aantal positieve kruisingen minus het totaal aantal negatieve kruisingen is gelijk aan tweemaal het schakelgetal. Dat wil zeggen:
{\displaystyle {\mbox{schakelgetal}}={\frac {n_{1}+n_{2}-n_{3}-n_{4}}{2}}}

## Voetnoten
1. ↑  Dit is dezelfde labeling die wordt gebruikt om de writhe van een knoop te berekenen, hoewel wij in dit geval alleen kruisingen labellen die beide krommen van de schakel betreffen.